# آمبوآساری نورد
آمبوآساری نورد (به لاتین: Amboasary Nord) یک منطقهٔ مسکونی در ماداگاسکار است که در آنالامانگا واقع شده‌است. آمبوآساری نورد ۸٬۲۵۵ نفر جمعیت دارد و ۱٬۱۳۵ متر بالاتر از سطح دریا واقع شده‌است.